# Белгийска баскет лига
Белгийската баскет лига (ББЛ), или известна още като Лига Етиас или Етиас Лийг, е професионалната баскетболна лига в Белгия.
В лигата се състезават 9 професионални баскетболни отбора.

## Тимове
- Антверп Даймънд Джайъндс
- Бейс Оостенд
- Декси Монс Хайнаут
- Оптима Гент
- Белгаком Баскет (Лиеж)
- Шарлероа Баскет
- РБК Пепинстер
- Стела Артоа Лювен Беарс
- Дженерали Окапис Аалстар